# Grabouw
Grabouw est une ville de la province du Cap-Occidental, située dans le sud-ouest de l'Afrique du Sud, dans la région la plus au sud-ouest de l'ancienne province du Cap (1910-1994). 

## Localisation
Grabouw est à environ 65 km au sud-est du Cap dans l'Elgin Valley, une vallée encaissée entre  les montagnes de Hottentots-Holland, de Kogelberg et les Groenland Mountains. À partir de Somerset West on la rejoint par l'autoroute N2 en passant par Sir Lowry's Pass.

## Quartiers
Grabouw se divise en 9 quartiers : Dennekruin, Grabouw Industrial Park, Grabouw SP, Nuwedorp, Pineview, Pineview North, Rooidakkies, Snake Park et Swannie River. 

## Démographie
Selon le recensement de 2011, les 30 337 résidents de Grabouw sont majoritairement issus de la population coloured (55,78 %). Les populations noires et les blancs représentent respectivement 38,47 % et 4,64 % des habitants. Ville encore racialement divisée, les blancs représentent la majorité des résidents de Grabow SP (55,60 %) et du quartier résidentiel de Swannie River (80,52 % ).
Les habitants ont majoritairement l'afrikaans pour langue maternelle (61,83 %) devant le xhosa (28,50 %).

## Activités économiques
La principale activité de la ville est l'exploitation de produits agricoles, principalement la vigne et les fruits. L'entreprise la plus importante est une fabrique de jus de pomme et d'autres boissons non alcoolisées. Elle possède un Musée de la pomme.

## Climat
Le climat y est très doux, les écarts de température faibles.

## Personnalités liées à la commune
- La poétesse Ronelda Kamfer y a passé sa petite enfance.